# Hank Williams
Hank Williams (właśc. Hiram King Williams; ur. 17 września 1923 w Mount Olive, zm. 1 stycznia 1953 w Oak Hill) – amerykański muzyk country i autor tekstów. W 1987 został wprowadzony do Rock and Roll Hall of Fame.